# 直棋

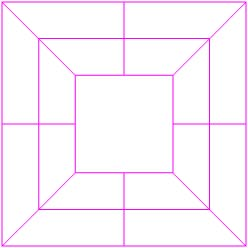
十二子直棋棋盘，穿越矩形的線有八條，沿矩形的線有十二條。

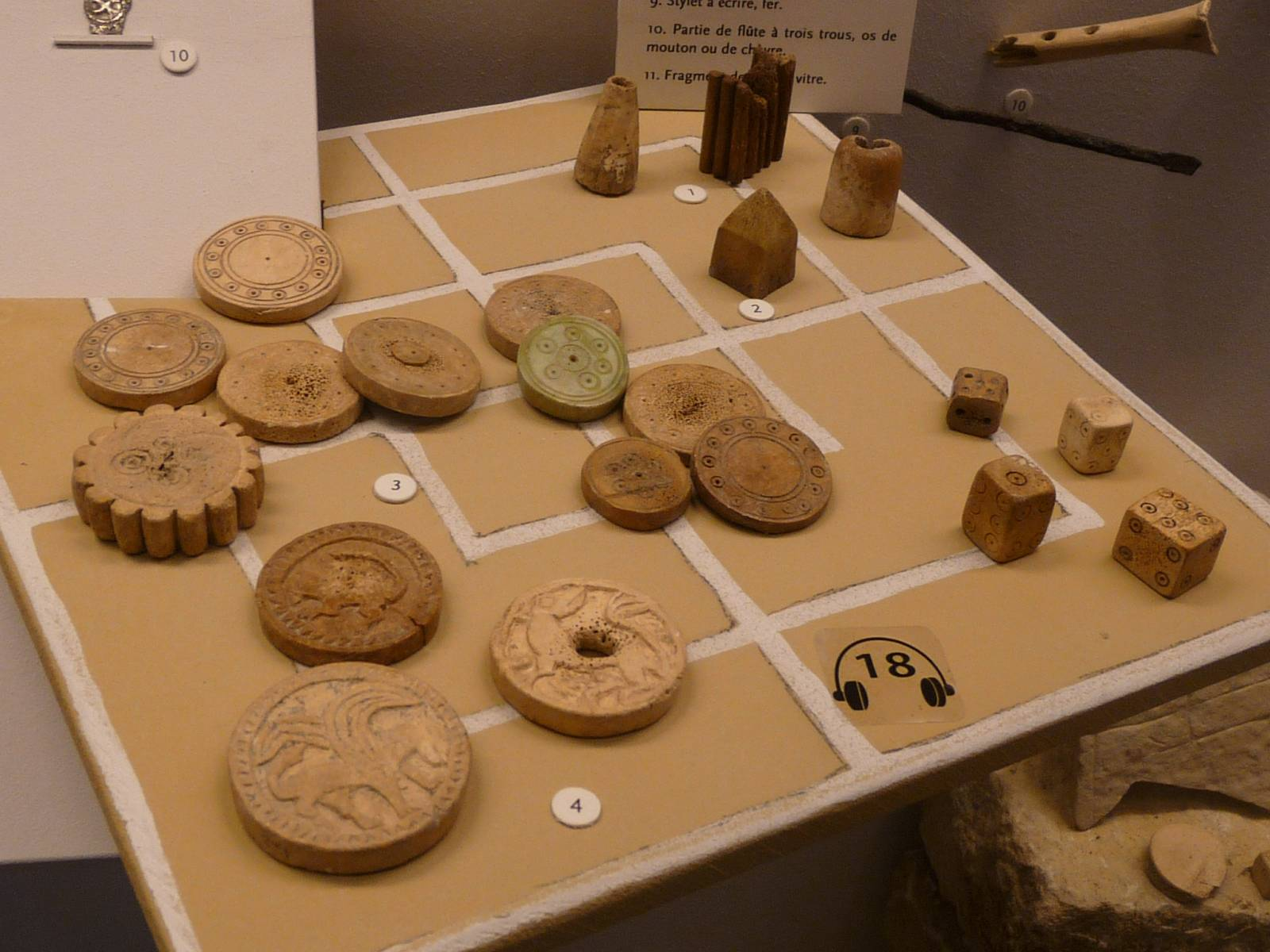
九子直棋棋盘，法國十世紀古物。

直棋（Morris），是流傳於舊大陸一類兩人傳統棋類的總稱，吃子方式是像方棋採用成型吃子，規則、棋名隨各地略有不同，有最早紀錄是西元一千四百年前的古羅馬，通常棋盘为同心的數個正方形，并用直线或斜線将正方形方向相连面成。

## 類型
- 三子直棋：棋盤為一正方形，直斜線交叉，每方棋子數為三。BoardGameGeek上的Three Men's Morris
- 六子直棋：棋盤為兩同心的正方形，直線交叉，每方棋子數為六。BoardGameGeek上的Six Men's Morris
- 九子直棋：棋盤為三同心的正方形，直線交叉，每方棋子數為九。BoardGameGeek上的Nine Men's Morris
- 十二子直棋：棋盤為三同心的正方形，直斜線交叉，每方棋子數為十二。BoardGameGeek上的Twelve Men's Morris
- 其他棋盤：奈及利亞直棋、蒙古直棋、波斯直棋、三生棋等。

## 外部連結
- "What Planet is This?" （页面存档备份，存于） by Sean B. Palmer
- 直棋家族 （页面存档备份，存于）
- 遊戲下載，有一些變體